# Жизель (фильм-балет, 1969)
«Жизе́ль» (фр. Giselle)  —  фильм-балет, поставленный кинорежиссёром Хьюго Нибелингом и режиссёром-балетмейстером Девидом Блэром в 1969 (1970) году, экранизация одноимённого балета Адольфа Адана.

## Сюжет
Экранизация балета «Жизель» А. Адана. Трогательная история об обманутой любви и доверии, о жертвенности и всепрощении женщины и о нравственном перерождении мужчины.
Молодая крестьянская девушка Жизель радуется жизни, солнцу, она очень любит танцевать. Жизель влюблена в Альберта, не подозревая, что он — переодетый граф и у него уже есть невеста. Счастье Жизели сменяется отчаянием, её рассудок не выдерживает, она сходит с ума и умирает. Беспечный граф, поначалу планировавший приятно провести время с симпатичной крестьянкой, потрясён смертью Жизели и только сейчас начинает ценить искреннее верное чувство любившей его девушки. Измученный угрызениями совести, Альберт ночью приходит к могиле Жизели в лесу. На кладбище по ночам танцуют вставшие из могил виллисы — призраки девушек, умерших до свадьбы. Виллисы обольстительны и безжалостны к мужчинам, которые встречаются на их пути. И только верная самоотверженная любовь и самопожертвование Жизели спасают Альберта от гнева виллис и неминуемой гибели. Близится рассвет. С восходом солнца и колокольным звоном власть виллис закончилась. Вместе с призраками виллис исчезает и лёгкая тень Жизели, прощая и благословляя возлюбленного. Медленно, в  глубоком раздумье, Альберт покидает кладбище: ему нужно научиться жить дальше без Жизели, но с опытом этой любви.

## В ролях
- Карла Фраччи — Жизель
- Эрик Брун — Граф Альберт
- Брюс Маркс — Илларион, лесничий
- Тони Ландер — Мирта, повелительница виллис
- Элеанора д'Антуоно и Тэд Кивитт — крестьянское па-де-де
- солисты и кордебалет Американского театра балета
- солисты и кордебалет Национального балета Кубы (исп. Ballet Nacional de Cuba) Алисии Алонсо

## Музыканты
- Оркестр Немецкой оперы в Берлине
- Дирижёр Джон Ланчбери

## Съёмочная группа
- Композитор: Адольф Адан
- Авторы либретто балета: Анри де Сен-Жорж, Теофиль Готье, Жан Коралли по легенде, пересказанной Генрихом Гейне
- Хореография: Девид Блэр на основе оригинальной хореографии Жюля Перро и Жана Коралли
- Режиссёр фильма: Хьюго Нибелинг
- Продюсеры: Фриц Буттенштидт, Лючия Шаазе, Оливер Смит
- Костюмы: Петер Хааль,  Жанна Ренуччи
- Оператор: Вольфганг Трой
- Постановщики: Жорж Вакевич,  Бернардо Баллестер

## Издание на видео
- Этот фильм-балет неоднократно выпускался на DVD. Одни из последних выпусков —  в  1987, 2005 годах  компанией Deutsche Grammophon (Гамбург, Германия).